# Vogelschutzgebiet Hellwegbörde
Vogelschutzgebiet Hellwegbörde este o arie protejată (arie de protecție specială avifaunistică — SPA) din Germania întinsă pe o suprafață de 48.378,58 ha, integral pe uscat.

## Localizare
Centrul sitului Vogelschutzgebiet Hellwegbörde este situat la coordonatele 51°34′58″N 8°13′53″E / 51.5828°N 8.2314°E.

## Înființare
Situl Vogelschutzgebiet Hellwegbörde a fost declarat arie de protecție specială avifaunistică în decembrie 2004 pentru a proteja 38 de specii de animale.

## Biodiversitate
Situată în ecoregiunea atlantică, aria protejată nu include niciun habitat protejat.
La baza desemnării sitului se află mai multe specii protejate de  păsări (38): ciocârlie-de-câmp (Alauda arvensis), pescăruș albastru (Alcedo atthis), rață lingurar (Anas clypeata), rață mică (Anas crecca crecca), rață cârâitoare (Anas querquedula), fâsă-de-câmp (Anthus campestris), fâsă de luncă (Anthus pratensis), ciuf de câmp (Asio flammeus), buha (Bubo bubo), Charadrius dubius curonicus, Charadrius morinellus, barză albă (Ciconia ciconia ciconia), barză neagră (Ciconia nigra), erete de stuf (Circus aeruginosus), erete vânăt (Circus cyaneus), erete cenușiu (Circus pygargus), prepeliță (Coturnix coturnix), cristeiul de câmp (Crex crex), șoim de iarnă (Falco columbarius), Falco peregrinus peregrinus, șoimul rândunelelor (Falco subbuteo), sfrâncioc roșiatic (Lanius collurio), sfrâncioc mare (Lanius excubitor excubitor), ciocârlie de pădure (Lullula arborea), presură sură (Miliaria calandra), gaia neagră (Milvus migrans), gaia roșie (Milvus milvus), Numenius arquata arquata, viespar (Pernis apivorus), bătăuș (Philomachus pugnax), ploier auriu (Pluvialis apricaria), cresteț pestriț (Porzana porzana), Rallus aquaticus aquaticus, mărăcinar (Saxicola rubetra), turturică (Streptopelia turtur), Tachybaptus ruficollis ruficollis, fluierar de mlaștină (Tringa glareola), nagâț (Vanellus vanellus).